# 鹿島田千帆
鹿島田 千帆（かしまだ ちほ、1966年9月19日 - ）は、元エフエム栃木（RADIO BERRY）所属のアナウンサー、ラジオDJ、会社代表。

## 来歴・人物
神奈川県横浜市出身。神奈川県立光陵高等学校、専修大学文学部人文学科卒業。大学在学中よりラジオ業界に携わり、フリーアナウンサーを経て1993年エフエム栃木に入局。
エフエム栃木在職中の2010年9月30日、宇都宮大学大学院工学研究科の博士（工学・音声）学位を取得。
2020年12月31日にエフエム栃木を退職し、2021年1月1日よりメディアコンサルティングやボイストレーニング等を手掛けるCommuh Design Companyを個人事業主として創業。2023年5月10日に合同会社として法人化した。
エフエム栃木退職後も同局DJを務めている。

## 現在の担当番組
- 教えてドクター（水、11:30 - 11:40）
- MOTOR FREAK（土、8:00 - 8:20）
- ベリークラシック・コズミックジャーニー（日、8:00 - 8:30）

## 過去の担当番組
- B-UP!（月・火、7:30 - 10:54）
- B with you（月・火、9:00 - 10:55）
- ミュートラFRIDAY（金、17:00 - 19:00）
- RADIO BERRY WEEKEND REQUEST（土、18:00 - 21:00）※ごく初期
- 待ってましたチホ先生（22:55 - 23:00、ミリオンナイツ中断枠）